# Crayon de mastic
Un crayon de mastic est un outil qui sert à boucher les trous dans les objets en bois par dépôt de mastic.